# ناکاگاوا هیده‌ناری
ناکاگاوا هیده‌ناری ((به ژاپنی: 中川秀成 Nakagawa Hidenari); تاریخ ورودی نامعتبر است – ۹ سپتامبر ۱۶۱۲) سامورایی و پسر دوم ناکاگاوا کیوهیده اهل ژاپن در دوره آزوچی–مومویاما و دوره ادو بود. در سال ۱۵۸۲ پدر وی کیوهیده در نبرد شیزوگاتاکه کشته شد و برادرش ناکاگاوا هیده‌ماسا بجای وی رهبر خاندان را در دست گرفت. پس از مرگ برادرش در سال ۱۵۹۲ وی رهبر خاندان ناکاگاوا شد. وی در تهاجم هیده‌یوشی به کره (۱۵۹۸–۱۵۹۲) و در سپاه تودو تاکاتورا شرکت داشت. همچنین در نبرد سکیگاهارا به نفع سپاه شرقی و  توکوگاوا ایه‌یاسو جنگید.